# Cinologia
Cinologia és un terme que s'utilitza a vegades per referir-se a l'estudi del relatiu als cànids i gossos domèstics.
En anglès pot ser usat de vegades per denotar un enfocament zoològic seriós sobre l'estudi dels gossos així com pels escriptors sobre temes canins, criadors de gossos, entrenadors i els entusiastes que informalment estudien al gos.

## Etimologia
Cinologia és una paraula del grec antic composta per κύων, kyōn, genitiu κυνός, kynos, "gos"; i -λογία, -logia) que es refereix a l'estudi dels gossos.
El terme no està registrat i no sol trobar-se en la majoria dels diccionaris en català, i no està reconeguda com a disciplina científica; no obstant això, es troben termes similars i definicions en altres idiomes: anglès: cynology, alemany i holandès: kynologie, i en rus i búlgar кинология, de l'idioma proto-indoeuropeu ḱwon-.
κυν és també l'origen de la paraula cynic, directament relacionada amb el terme caní.

## Estudi dels gossos
Els estudis dels cans i els assumptes relacionats amb els gossos es duen a terme i són publicats, en general, per aquells que dominen la literatura o aspectes rellevants de la mateixa com la Federació Cinològica Internacional o clubs nacionals i internacionals de cria, salut i reglaments d'exposició (American Kennel Club). A un nivell més concret o d'estructura formal, per científics com biòlegs, genetistes, zoòlegs, conductistes, historiadors i veterinaris.
Informalment els gossos poden ser estudiats pels que no tenen una formació científica específica, com els publicistes i escriptors, criadors, entrenadors canins, manejadors de gossos policia o altres, a través de llibres, la història o l'experiència personal. Molta literatura útil i cintes de vídeo per al públic han estat produïdes a través de l'estudi informal del gos.